# Akkrum

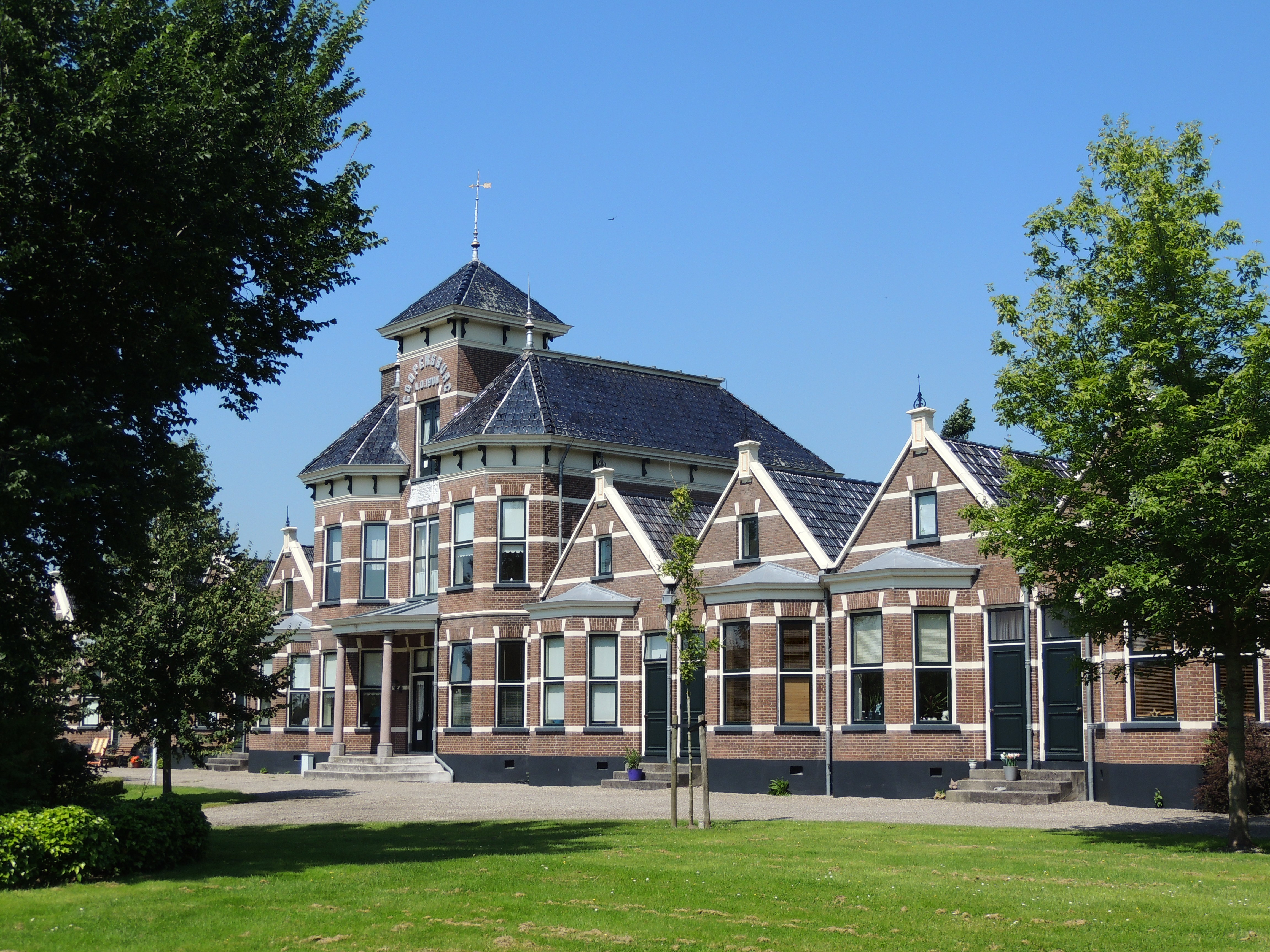
Akkrum: il Coopersburg

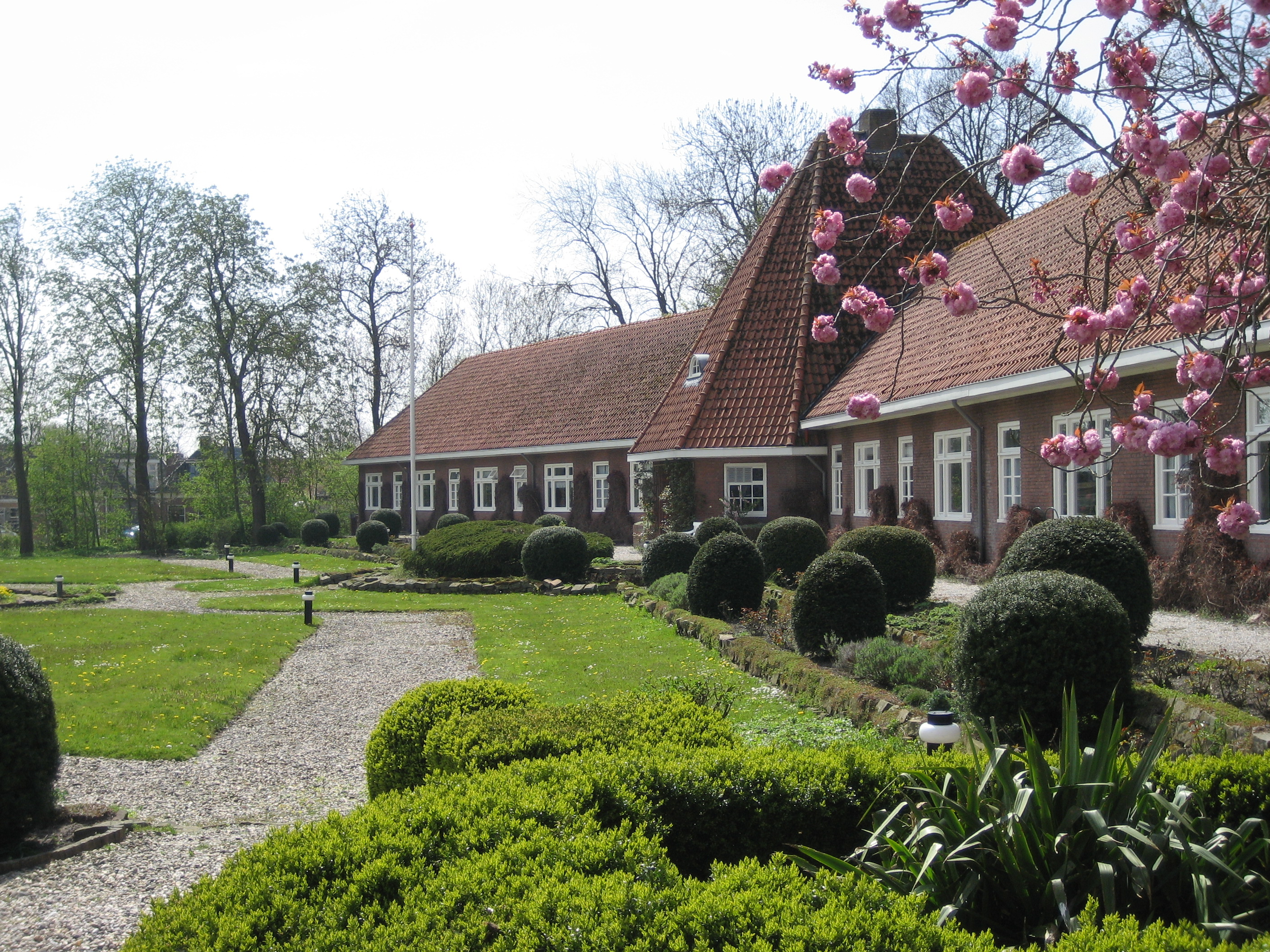
Akkrum: il Welgelegen

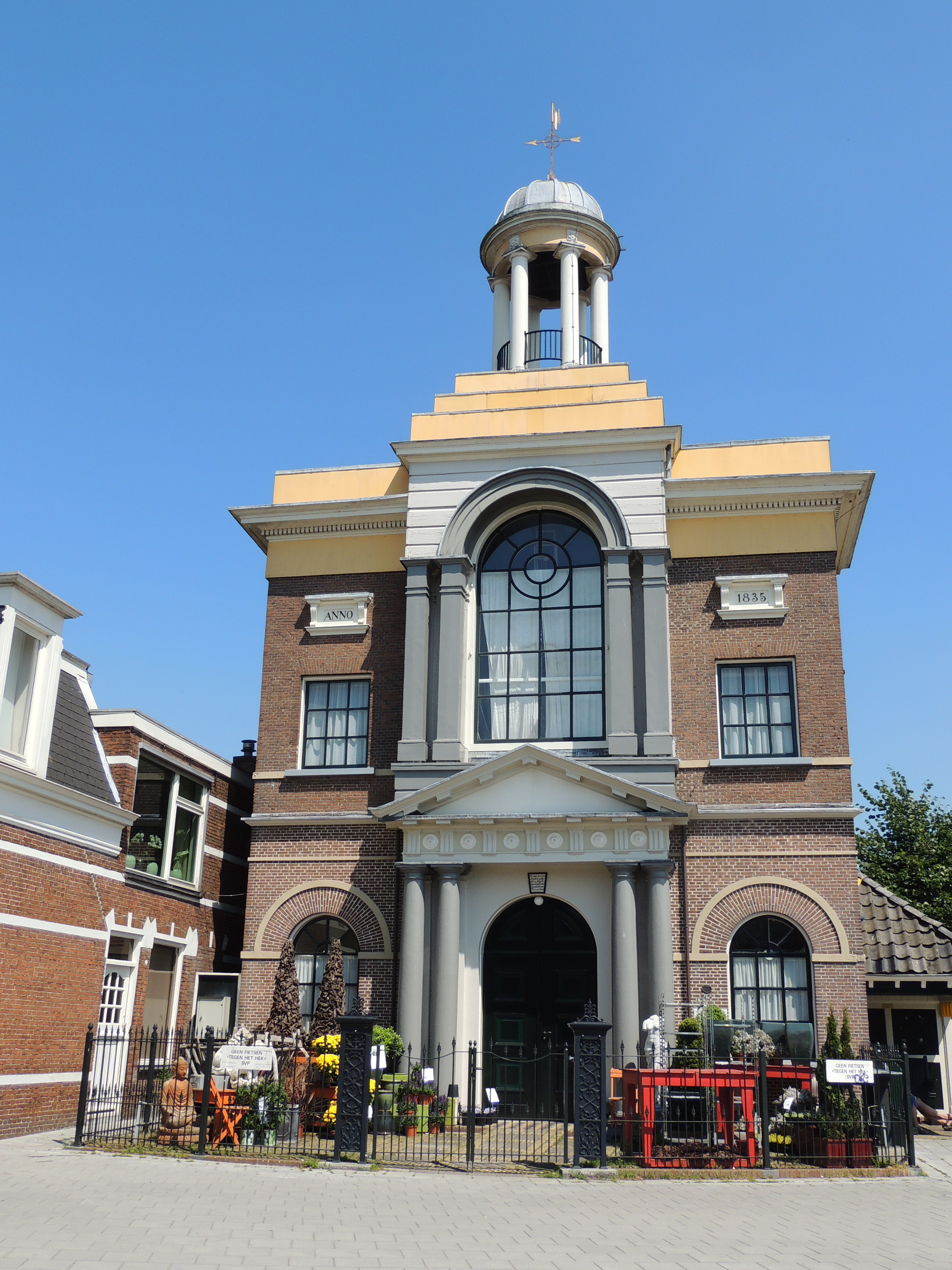
Akkrum: la Doopsgezinde Kerk

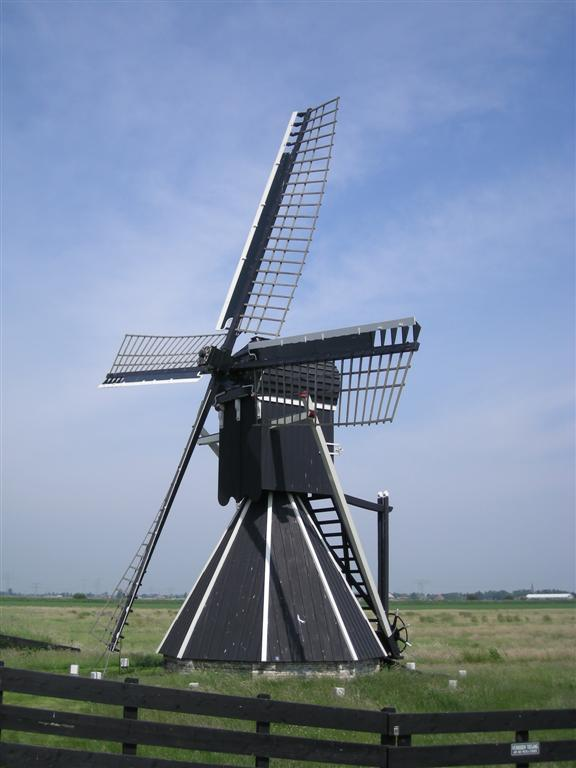
Akkrum: il Mellemolen

Akkrum è un villaggio di circa 4 200 abitanti del nord-est dei Paesi Bassi, facente parte della provincia della Frisia e situato lungo il corso del fiume Boorne. È uno dei 21 villaggi che compongono la municipalità di Heerenveen; precedentemente aveva fatto parte dei comuni di Utingeradeel (fino al 1983), di cui era anche il capoluogo, e di Boarnsterhim (fino al 2013).
Akkrum viene spesso considerato un tutt'uno con il vicino villaggio di Nes.

## Geografia fisica
Akkrum si trova nella parte centro-meridionale della provincia della Frisia, tra Grou e Joure (rispettivamente a sud della prima e a nord della seconda).

## Origini del nome
Il significato del toponimo Akkrum, attestato anticamente come Ackrom (1315), Ackerem (1447) e Ackrim (1450) è incerto.
Secondo una teoria, sarebbe composto da un nome di persona, Akker (da Agihar*-), e dal termine heem, ovvero "luogo di residenza", e significherebbe quindi "luogo di residenza di Akker". Secondo un'altra teoria, akker viene interpretato nel significato di "terreno agricolo" e Akkrum significherebbe quindi "luogo sui terreni agricoli".

## Storia

### Leggenda sulla fondazione
Esiste poi una spiegazione leggendaria sulle origini del villaggio e suo nome. La leggenda racconta di due giganti, Manke Meine e Kromme Knilles, che intorno al 1300 avrebbero scavato un fosso in loco: uno di loro, avendo scoperto una gibbosità, avrebbe gridato "Ach, Krom!" (da cui "Akkrum").

## Monumenti e luoghi d'interesse
Akkrum conta 24 edifici classificati come rijksmonumenten.

### Architetture religiose

#### Terpsjerke
Tra i principali edifici di Akkrum, figura la Terptsjerke: situata al nr. 6 di Om 'e Toer, è stata eretta nel 1759, ma presenta un campanile del 1882.

#### Doopsgezinde Kerk
Altro edificio religioso d'interesse è la Doopsgezinde Kerk, eretta nel 1835 su progetto di J. Romein e di suo figlio Th. Romein.

### Architetture civili

#### Coopersburg
Altro edificio d'interesse è il Coopersburg, un palazzo risalente al 1899.

#### Welgelegen
Altro edificio d'interesse è il Welgelegen, un ex-ospizio fondato nel 1929.

#### Mellemolen
Altro edificio d'interesse è il Mellemolen, un mulino a vento risalente al 1849.

## Società

### Evoluzione demografica
Nel 2011, Akkrum contava una popolazione stimata pari a circa 4 205 abitanti.
Il villaggio ha conosciuto quindi un incremento demografico rispetto al 2008, quando la popolazione stimata era pari a circa 4 085 abitanti.

## Cultura

### Eventi
- Reuzedei (in un sabato di maggio)[3]
- Open Fries Kampioenschap Mastklimmen (in un sabato di luglio)[3]

## Geografia antropica

### Suddivisioni amministrative
Buurtschappen
- Henshuizen
- Leenhuis
- Meskenwier
- Nes
- Nieuwe Schouw
- Oude Schouw (in parte)
- Weerhuis

## Sport
- La squadra di calcio locale è il VV Akkrum[11]